# Prosopis pugionata
Prosopis pugionata är en ärtväxtart som beskrevs av Arturo Erhardo Erardo Burkart. Prosopis pugionata ingår i släktet Prosopis och familjen ärtväxter. Inga underarter finns listade i Catalogue of Life.